# Patrick Wolf
Patrick Wolf (de nome oficial Patrick Denis Apps; 30 de junho de 1983) é um cantor e compositor inglês, vindo do sul de Londres. Wolf usa uma grande variedade de instrumentos em sua música, mais comumente o ukulele, piano e viola. Ele é conhecido por combinar sampling eletrônico com instrumentos clássicos. Os estilos de Wolf vão do pop eletrônico à música de câmara barroca.

## Biografia
Patrick Wolf nasceu no St Thomas’ Hospital, sul de Londres. Ele frequentou a King’s College School e a Bedales School.

### LycanthropyeWind in the Wires
As contínuas composições e gravações de Wolf chamaram a atenção da Fat Cat Records, que lhe forneceu um computador Atari e um console de mixagem. Durante a gravação de Lycanthropy, Wolf estudou composição no Trinity College of Music por um ano. Lycanthropy foi lançado no verão de 2003. Ele também fez algumas participações com viola com Chicks on Speed, Arcade Fire, Owen Pallett, CocoRosie e The Hidden Cameras. Tomlab, baseado na Alemanha, posteriormente lançou o álbum na América e na Europa. Seu segundo álbum de 2005, Wind in the Wires, que foi inspirado nas raízes cornualhesa e irlandesa de Patrick, foi lançado pelo mesmo selo e também foi aclamado pela crítica. O single Tristan, baseado na lenda da Cornualha, Tristão, recebeu atenção significativa da crítica e continua sendo um dos favoritos dos fãs.

### The Magic Position
Após o sucesso de Wind in the Wires, Wolf assinou um contrato com a gravadora Loog em 2005 e começou a gravar seu terceiro álbum, The Magic Position, que contou com colaborações com Marianne Faithfull e Edward Larrikin do Larrikin Love. Seu lançamento oficial em 26 de fevereiro foi aclamado pela crítica e obteve certo sucesso comercial devido à relativa acessibilidade em comparação com seus trabalhos anteriores. The Magic Position foi lançado nos Estados Unidos pela Low Altitude Records em 1 de maio de 2007. Um álbum conceitual sobre o tema do amor, a maior parte do álbum foi escrita após o fim de um relacionamento íntimo de longo prazo. Em janeiro de 2007, o primeiro de seis vodcasts foi disponibilizado no iTunes. A série incluiu performances ao vivo de material antigo e novo e entrevistas. Wolf promoveu o álbum com uma turnê pela América do Norte, Europa, Japão e Austrália, culminando em duas noites esgotadas no Shepherds Bush Empire em Londres. Ambos os programas, que foram filmados e dirigidos pelo fotógrafo Brantley Gutierrez, estão em desenvolvimento para serem exibidos em um canal da Virgin e lançados em DVD.

### The BacheloreLupercalia
Wolf começou a trabalhar em seu próximo álbum, inicialmente intitulado Battle, imediatamente após o término da turnê do The Magic Position. O álbum foi originalmente concebido como um álbum político. O foco então mudou para a depressão experimentada por Wolf durante a turnê. Porém, antes de entrar em estúdio, ele se apaixonou, mudando novamente o rumo do álbum, e acabou fornecendo material suficiente para dois lançamentos. Wolf se separou da Universal Records e em 10 de dezembro de 2008 anunciou à NME seu plano de vender £ 10 ações do álbum em bandstocks.com: "Basicamente, você pode investir no acabamento do álbum e na produção dele, e você ganhe uma parte no álbum. Então você quase se torna parte da gravadora, como um co-proprietário do álbum. " Em 12 de fevereiro de 2009, Wolf anunciou que os dois discos seriam intitulados The Bachelor and The Conqueror (embora o último título do álbum tenha sido alterado posteriormente). O primeiro single do The Bachelor, "Vulture", foi lançado em 2 de abril de 2009, em vinil e download digital. Os lados B incluem uma nova música, "The Tinderbox", e remixes da faixa-título.
The Bachelor foi lançado em 1 de junho de 2009, enquanto o segundo single do álbum, “Hard Times“, foi lançado em 6 de julho de 2009. O terceiro e último single, “Damaris“, foi lançado em 14 de dezembro de 2009.
Em abril de 2010, foi anunciado que Wolf assinou um contrato com a Hideout, uma subsidiária da Mercury Records, que lançou seu quinto álbum, Lupercalia. O título final foi anunciado via Twitter em 23 de dezembro de 2010.
Em 4 de novembro de 2010, Wolf anunciou que o primeiro single de Lupercalia seria “Time of My Life“ e a música foi carregada no YouTube. Sobre a música, Wolf disse: “'Time of My Life' é uma música que comecei a escrever no final de um relacionamento em 2006 e, em seguida, terminei três anos depois, durante um rompimento temporário em meu relacionamento atual. O novo álbum tem uma narrativa direta sobre amor e otimismo sobrevivendo à adversidade e recessão. Queria celebrar o amor e a esperança que encontrei nos últimos anos.” A música foi lançada em 6 de dezembro de 2010. Ele também anunciou que Lupercalia seria lançado em maio de 2011.
Em 10 de janeiro de 2011, Wolf anunciou em sua conta oficial no Twitter que o segundo single do álbum, “The City”, seria lançado em 14 de março de 2011.
Em 6 de abril de 2011, Wolf lançou Lupercalia em 20 de junho de 2011 em todo o mundo (exceto nos EUA, onde foi lançado em 28 de junho de 2011). No mesmo mês, Wolf foi capa da publicação nacional britânica Notion), que incluiu uma entrevista conduzida pelo escritor Alex Lee Thomson, roupas de James Long e fotos de James Moriarty.
Em outubro de 2011, Wolf recebeu o prêmio de "Contribuição Extraordinária para as Artes" da Trinity LGBT.

### Sundark and Riverlight eThe Ghost Region
Em 18 de maio de 2012, Wolf anunciou que estava trabalhando em seu próximo álbum, a ser lançado no final do ano: “Estou voltando para o estúdio e gravando meu disco do jubileu... O álbum será totalmente, totalmente, totalmente despojado. É hora de fazer uma retrospectiva sobre os últimos dez anos antes de passar para os próximos dez. Tenho 28 anos e acho muito divertido cantar as músicas que você escreveu quando era adolescente.”
Foi anunciado em 9 de agosto que seu próximo lançamento seria um álbum duplo intitulado Sundark and Riverlight, celebrando os 10 anos de Wolf como artista musical. O álbum contará com regravações acústicas de canções de sua carreira, bem como faixas inéditas. Ele será lançado em 25 de setembro. A canção-título, um remake de Overture originalmente do álbum The Magic Position, foi lançada no YouTube e depois no iTunes em 7 de setembro. Sundark and Riverlight agora estão disponíveis para transmissão completa online.
Em março de 2012, ele anunciou no programa Tom Robinson Show da BBC Radio 6 que tiraria o primeiro ano sabático de sua carreira antes de prosseguir com o próximo capítulo de sua jornada musical. A turnê de Sundark e Riverlight terminou em 6 de abril no Queen Elizabeth Hall, em Londres.
Em 2013, Wolf terminou as últimas datas da turnê Banga de Patti Smith com harpa e viola celta.
Em julho de 2015, foram anunciados os detalhes de um livro de poesia escrito por Patrick, intitulado The Ghost Region.

### Hiato
Após o lançamento de Sundark and Riverlight, Wolf experimentou "um esgotamento geral, inoportuno para coincidir com uma 'confusão de problemas financeiros e jurídicos relativos à gestão'"; até 2015, ele passou um tempo escrevendo, sozinho, em um estúdio improvisado em um bloco estável do sul de Londres. Em agosto daquele ano, tendo anunciado as pré-encomendas de sua coleção de poesia, The Ghost Region, ele foi atropelado por um carro durante as férias em Veneza, pouco depois do qual sua mãe adoeceu. Sobre este período, Wolf afirmou: "Me deixou completamente louco por seis... Estou muito feliz por estar aqui agora. Vou deixar assim.”

### Medalha Edmund Burke da Sociedade Histórica do Trinity College
Em outubro de 2017, foi anunciado que ele receberia a Medalha Edmund Burke da Trinity College Historical Society, Dublin no mês de dezembro seguinte por Contribuição Extraordinária ao Discurso através das Artes, tornando-se o primeiro artista queer a fazê-lo, e para comemorar ele seria fazendo shows únicos em Dublin e Londres, que seriam seus únicos shows naquele ano. Ele também confirmou que estava nos estágios finais de gravação de seu álbum e se preparando para lançar seu livro de poesia The Ghost Region, que havia sido originalmente disponibilizado para encomenda dois anos antes.

### Atividades musicais de 2018 em diante
Wolf havia retomado a turnê em julho de 2018, incluindo na Austrália, onde planejava mixar um álbum enquanto estava nas Blue Mountains de New South Wales. Ele também havia concluído o livro de poesia em que estava trabalhando em 2015. The Telegraph analisou o "retorno" de Wolf, o primeiro de três shows na St Pancras Old Church em Londres em janeiro de 2020, observando, apesar das "notas vagas" ocasionais e "letras esquecidas", que a performance oferecia "agudos requintados", e Wolf's as canções foram consideradas "extremamente dramáticas e originais... com letras vivas e um toque melódico exuberante".

## Vida pessoal
Wolf reflete que quando adolescente, ele sofreu bullying na escola em Wimbledon por sua excentricidade e efeminação. Ele afirmou: "Wimbledon é minha área de trauma". Na época, ele não tinha certeza se era gay ou bissexual. Os mentores na escola o trataram com desdém quando ele veio até eles para obter apoio sobre o assunto. O problema do bullying só foi corrigido depois que sua mãe mudou de escola. Wolf comenta: "Com pessoas gays ou bissexuais, acho que a educação ainda se pergunta se é uma coisa natureza versus criação. Se você fosse negro, eles saberiam que não podiam mudá-lo e o bullying racista nunca seria tolerado, mas se alguém for muito feminino ou souber que pode ser gay aos 13, eles pensam que podem mudar você com um pouco de rúgbi”.
Em 27 de fevereiro de 2007, em uma entrevista ao The London Paper, Wolf levantou questões sobre sua sexualidade: “Da mesma forma, não sei se meu sexto álbum será um disco de death metal ou pop infantil, não Não sei se estou destinado a viver minha vida com um cavalo, uma mulher ou um homem. Facilita a vida”. Em uma entrevista de 5 de julho de 2007 para o Star Observer de Sydney, ele confirmou sua sexualidade: "Minha sexualidade é liberal. Eu me apaixono por homens e mulheres. Eu acho que você me chamaria de bissexual. Gosto de fazer sexo e me apaixonar - não gosto de dar terminologia para minha sexualidade”. Mais tarde, em 2009, Wolf disse ao The Guardian que embora no passado ele tivesse relações com mulheres, ele atualmente se identifica como gay. Como artista, Wolf reflete que não gosta de se preocupar se fará um disco "muito gay ou muito hetero ou muito isso ou aquilo".

## Carreira de modelo
Wolf, junto com The Paddingtons, Edward Larrikin e The View, foi apresentado em uma série de fotografias de Mario Testino como parte de uma campanha para a Burberry em agosto de 2007.
Em 2011, um retrato de Wolf foi pintado pelo artista britânico Joe Simpson, a pintura foi exibida em todo o Reino Unido, incluindo uma exposição individual no Royal Albert Hall.

## Discografia
- Licantropia (2003)
- Wind in the Wires (2005)
- The Magic Position (2007)
- The Bachelor (2009)
- Lupercalia (2011)
- Sundark e Riverlight (2012)